# .csnet
.csnet je generická pseudo-doména nejvyššího řádu. Byla používána pro identifikaci uzlů v Computer Science Network (CSNET). Jelikož je to pseudo-doména, není přímo připojena k internetu, ale dá se jí dosáhnout pomocí speciálního softwaru.
Doména byla vytvořena v roce 1985.